# Carduus carlinoides
Chardon fausse carline
Espèce

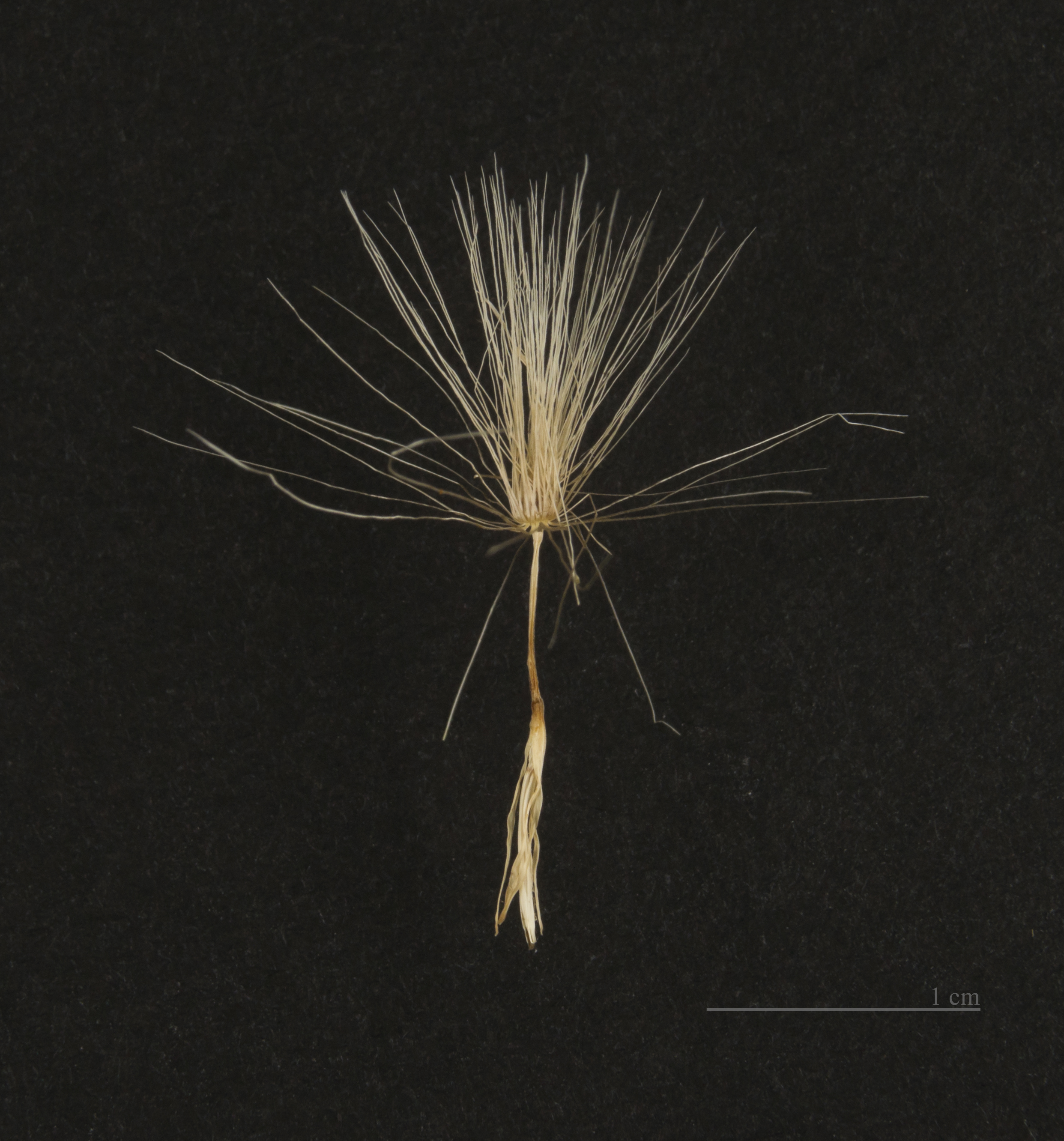
Graine de chardon fausse carline
Muséum de Toulouse.

Le chardon fausse carline (Carduus carlinoides) est une espèce de plante à fleurs de la famille des Asteraceae. C'est une plante herbacée aux fleurs couleur rouge pourpre, endémique des Pyrénées et des montagnes de la péninsule Ibérique.

## Historique et dénomination
L'espèce Carduus carlinoides a été décrite par le botaniste français Antoine Gouan en 1773.

### Synonymie
- Carduus hispanicus Bory ex DC.
- Carduus paniculatus (Lam.) Dulac
- Carduus pyrenaicus (L.) Kazmi
- Carlina pyrenaica L.
- Cirsium hispanicum (Lam.) Font Quer & Rothm.
- Cirsium paniculatum Lam.

## Taxinomie
Sous-espèces
- Carduus carlinoides subsp. carlinoides
- Carduus carlinoides Gouan subsp. hispanicus (Kazmi)

## Description
Le chardon fausse carline est une astéracée (composée) de 10 à 40 cm. C'est une plante vivace très épineuse, velue-blanchâtre. Les capitules sont nombreux, ovoïdes, à fleurs pourpres en corymbe.